# Billancourt (métro de Paris)
Pour les articles homonymes, voir Billancourt.
Billancourt est une station de la ligne 9 du métro de Paris, située sur la commune de Boulogne-Billancourt.

## Situation
La station est implantée sous l'avenue du Général-Leclerc (D 910), au sud-est de l'intersection avec la rue de Billancourt et la rue de la Ferme. Approximativement orientée selon un axe nord-est/sud-ouest, elle s'intercale entre les stations Pont de Sèvres (terminus occidental de la ligne) et Marcel Sembat.

## Histoire
La station est ouverte le 3 février 1934 avec la mise en service du prolongement de la ligne 9 depuis Porte de Saint-Cloud jusqu'à Pont de Sèvres, lequel est d'une portée historique, car constituant la première extension du réseau hors des limites de la capitale. Cette station fait ainsi partie des trois premières à assurer la desserte de la proche banlieue parisienne (avec les stations encadrantes Marcel Sembat et Pont de Sèvres).
Elle doit sa dénomination à sa proximité avec la rue de Billancourt, dont le patronyme renvoie à l'ancien village de Billancourt qui était autrefois un ancien écart rattaché à la paroisse d'Auteuil, jusqu'à son annexion en 1859 à la commune de Boulogne-Billancourt en tant que quartier de cette dernière.
Comme un tiers des stations du réseau entre 1974 et 1984, les quais sont modernisés en style « Andreu-Motte », de couleur jaune en l'occurrence. Dans le cadre du programme « Renouveau du métro » de la RATP, les couloirs de la station ont été rénovés le 26 juillet 2001.

### Fréquentation
Nombre de voyageurs entrés à cette  station :
| Année                      | 2013      | 2014      | 2015      | 2016      | 2017      | 2018      | 2019      | 2020      | 2021      |
| -------------------------- | --------- | --------- | --------- | --------- | --------- | --------- | --------- | --------- | --------- |
| Nombre de voyageurs par an | 2 838 189 | 2 903 875 | 2 992 265 | 3 105 469 | 3 248 451 | 3 348 058 | 3 099 341 | 1 525 990 | 1 967 532 |
| Rang                       | 190e      | 189e      | 181e      | 170e      | 163e      | 166e      | 164e      | 173e      | 180e      |
| Nombre de stations         | 302       | 302       | 302       | 302       | 302       | 302       | 302       | 304       | 304       |

### Accès
La station dispose de quatre accès répartis en cinq bouches de métro, établies de part et d'autre de l'avenue du Général-Leclerc et constituées pour chacune d'un escalier fixe agrémenté d'une balustrade de type Dervaux :
- l'accès 1 « Rue de la Ferme », orné d'un candélabre Dervaux, débouchant au droit du no 29 de l'avenue ;
- l'accès 2 « Rue de Billancourt » comprenant deux entrées dont l'une dotée d'un mât Dervaux, établies dos-à-dos face au no 56 de l'avenue ;
- l'accès 3 « Rue Castéjà » se trouvant à proximité de l'amorce de cette rue, au droit du no 2 ;
- l'accès 4 « Rue de Silly » se situant face au no 88 bis de l'avenue.

Accès à la station
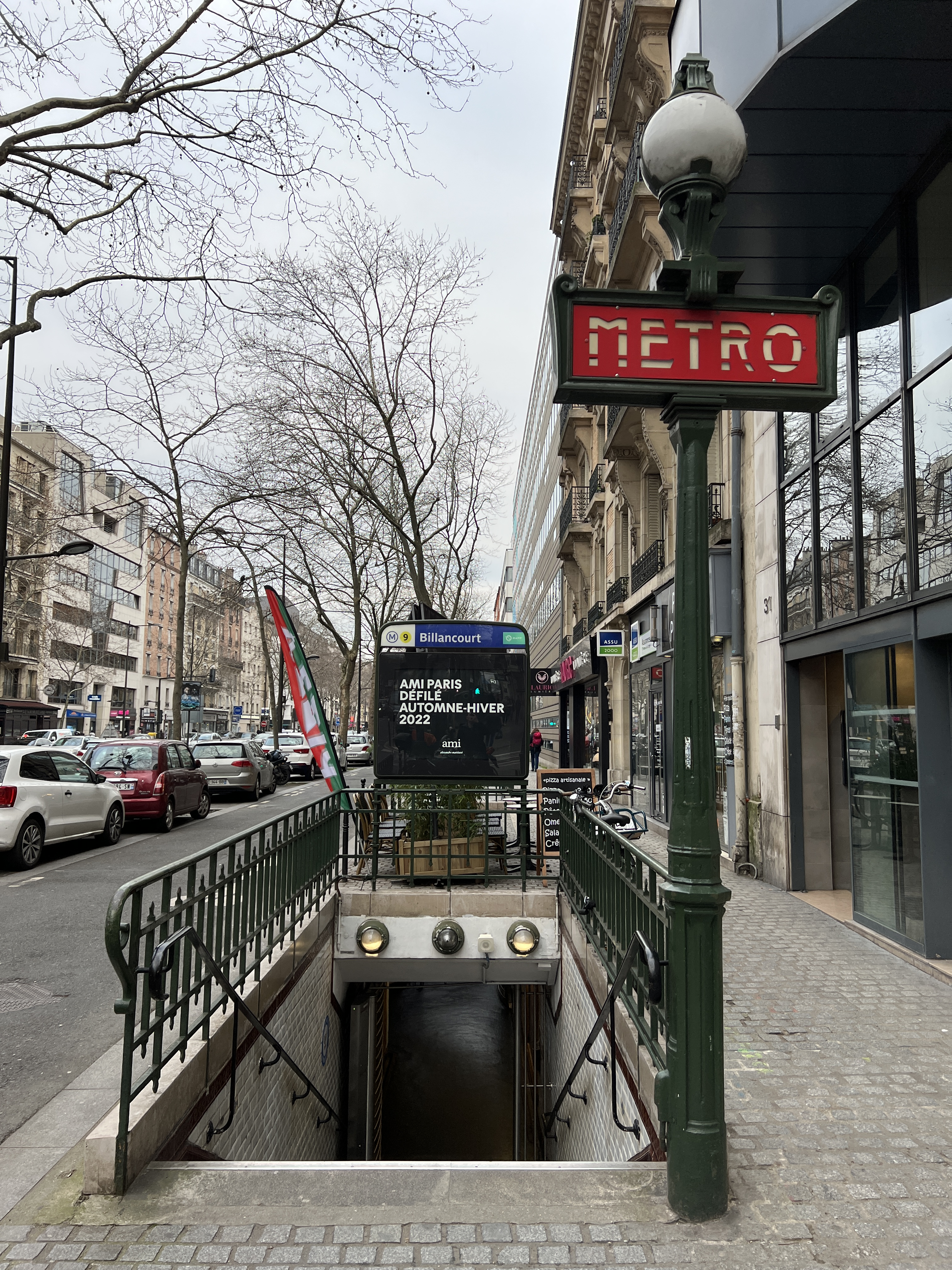
L'accès no 1 « Rue de la Ferme ».
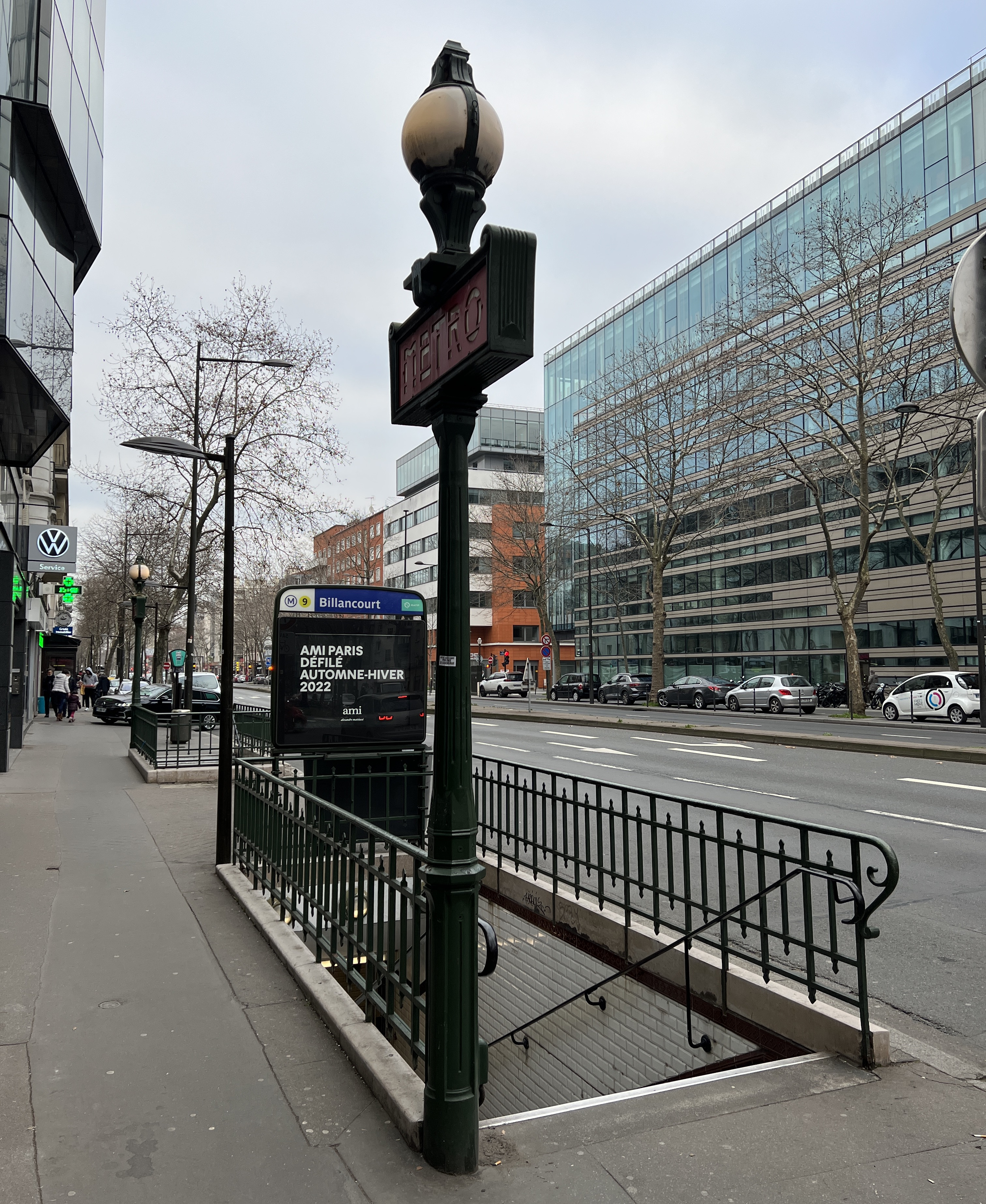
L'accès no 2 « Rue de Billancourt ».
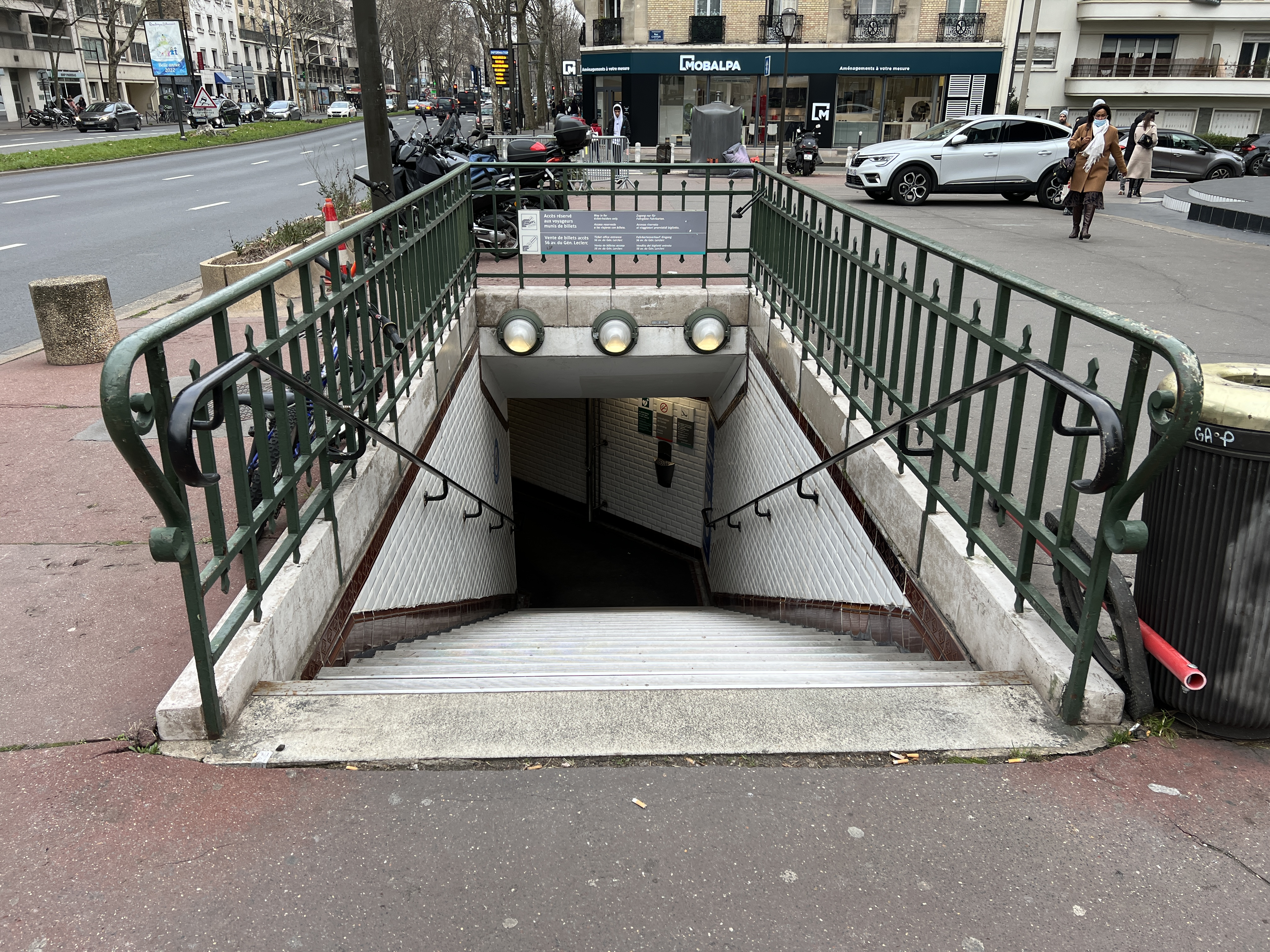
L'accès no 3 « Rue Castéjà ».
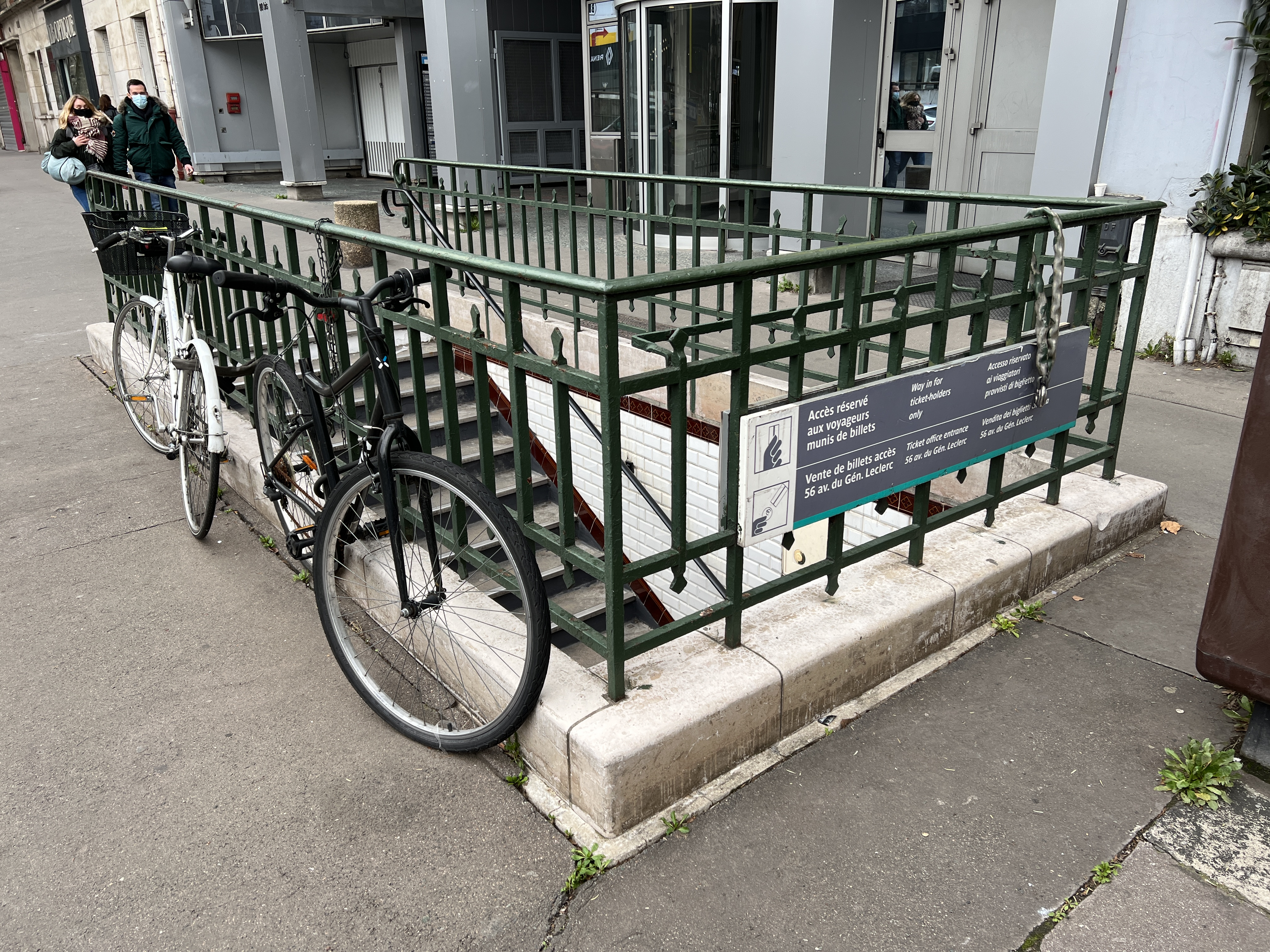
L'accès no 4 « Rue de Silly ».

.

### Quais
Billancourt est une station de configuration standard : elle possède deux quais de 105 mètres de long séparés par les voies du métro et la voûte est elliptique. La décoration est de style « Andreu-Motte » avec deux rampes lumineuses jaunes, des banquettes et débouchés de couloirs traités en carrelage jaune plat ainsi que des sièges « Motte » de même couleur. Ces aménagements sont mariés avec les carreaux en céramique blancs biseautés qui recouvrent les piédroits, la voûte et les tympans. Les cadres publicitaires sont en faïence de couleur miel et le nom de la station est également en faïence dans le style de la CMP d'origine.
Il s'agit d'une des rares stations à présenter encore le style « Andreu-Motte » dans son intégralité, si l'on exclut les tympans (dont le traitement avec des carreaux plats de couleur n'était pas systématique).

### Intermodalité
La station est desservie par la ligne 389 du réseau de bus RATP et, la nuit, par les lignes N12 et N61 du réseau de bus Noctilien.